# Notre-Dame-d'Allençon
Notre-Dame-d'Allençon é uma ex-comuna francesa na região administrativa da Pays de la Loire, no departamento de Maine-et-Loire. Estendeu-se por uma área de 13,63 km². Em 2010 a comuna tinha 608 habitantes (densidade: 44,6 hab./km²).
Em 1 de janeiro de 2017 foi fundida com as comunas de Chavagnes e Martigné-Briand para a criação da nova comuna de Terranjou.